# Sinularia sandensis
Sinularia sandensis is een zachte koraalsoort uit de familie Alcyoniidae. De koraalsoort komt uit het geslacht Sinularia. Sinularia sandensis werd in 1977 voor het eerst wetenschappelijk beschreven door Verseveldt. 